# Episodi di Felicity (terza stagione)
La terza stagione della serie televisiva Felicity è stata trasmessa negli Stati Uniti a partire dal 4 ottobre 2000 su The WB, mentre in Italia è stata trasmessa da Rai 2 a partire dal 28 dicembre 2002.
| nº | Titolo originale              | Titolo italiano         | Prima TV USA     | Prima TV Italia  |
| -- | ----------------------------- | ----------------------- | ---------------- | ---------------- |
| 1  | The Christening               | Il nido d'amore         | 4 ottobre 2000   | 28 dicembre 2002 |
| 2  | The Anti-Natalie Intervention | Ritrovarsi              | 11 ottobre 2000  | 4 gennaio 2003   |
| 3  | Hello, I Must Be Going        | Ciao, devo andare       | 18 ottobre 2000  | 11 gennaio 2003  |
| 4  | Greeks and Geeks              | Sotto esame             | 25 ottobre 2000  | 25 gennaio 2003  |
| 5  | Surprise                      | Festa di compleanno     | 1º novembre 2000 | 1º febbraio 2003 |
| 6  | One Ball, Two Strikes         | Solo un equivoco        | 8 novembre 2000  | 8 febbraio 2003  |
| 7  | Kissing Mr. Covington         | Il coraggio             | 15 novembre 2000 | 15 febbraio 2003 |
| 8  | A Good Egg                    | Dire la verità          | 22 novembre 2000 | 22 febbraio 2003 |
| 9  | James and the Giant Piece     | La testimonianza        | 29 novembre 2000 | 1º marzo 2003    |
| 10 | Final Touches                 | Un'impresa impossibile  | 6 dicembre 2000  | 8 marzo 2003     |
| 11 | And to All a Good Night       | Per amore, per amicizia | 13 dicembre 2000 | 22 marzo 2003    |
| 12 | Girlfight                     | La rivale               | 18 aprile 2001   | 29 marzo 2003    |
| 13 | Blackout                      | Blackout                | 25 aprile 2001   | 5 aprile 2003    |
| 14 | The Break-Up Kit              | Kit miracoloso          | 2 maggio 2001    | 5 luglio 2003    |
| 15 | Senioritis                    | Goliardate              | 9 maggio 2001    | 12 luglio 2003   |
| 16 | It's Raining Men              | Il gioco dei ruoli      | 16 maggio 2001   | 19 luglio 2003   |
| 17 | The Last Summer Ever          | Vacanze a New York      | 23 maggio 2001   | 26 luglio 2003   |